# Mark Hendrickson
Mark Hendrickson (Calgary, 8 juni 1998) is een Canadese freestyleskiër.

## Carrière
Bij zijn wereldbekerdebuut, in januari 2017 in Seiseralm, eindigde Hendrickson direct op de tiende plaats. Op 11 januari 2020 boekte de Canadees in Font-Romeu zijn eerste wereldbekerzege.

## Resultaten

### Wereldbeker
Eindklasseringen
| Seizoen   | Algm | BA  | SS  |
| --------- | ---- | --- | --- |
| 2016/2017 | 142e | 26e | 29e |
| 2018/2019 | 143e | 34e | 31e |
| 2019/2020 | 36e  | 39e | 5e  |

Wereldbekerzeges
| Datum           | Plaats     | Onderdeel  |
| --------------- | ---------- | ---------- |
| 11 januari 2020 | Font-Romeu | Slopestyle |